# Crash du vol Salzbourg-Bruxelles
Le crash du vol Salzbourg-Bruxelles désigne un accident aérien survenu le 14 octobre 1953 près de Kelsterbach dans le Land de Hesse, non loin de l'aéroport de Francfort-sur-le-Main en Allemagne, où un Convair 240 de la compagnie aérienne belge Sabena immatriculé OO-AWQ, venait de faire escale, puis s'écrasa peu après son décollage avec destination l'aéroport de Bruxelles-National.
L'ensemble des 40 passagers et des 4 membres d'équipage furent tués. C'était, à l'époque, le crash le plus meurtrier que connut la Sabena. Seuls deux autres accidents causèrent plus de victimes dans l'histoire de la compagnie (qui fit faillite en 2001): le vol Bruxelles-Léopoldville en 1958 (61 morts) et le vol 548 en 1961 (75 morts).

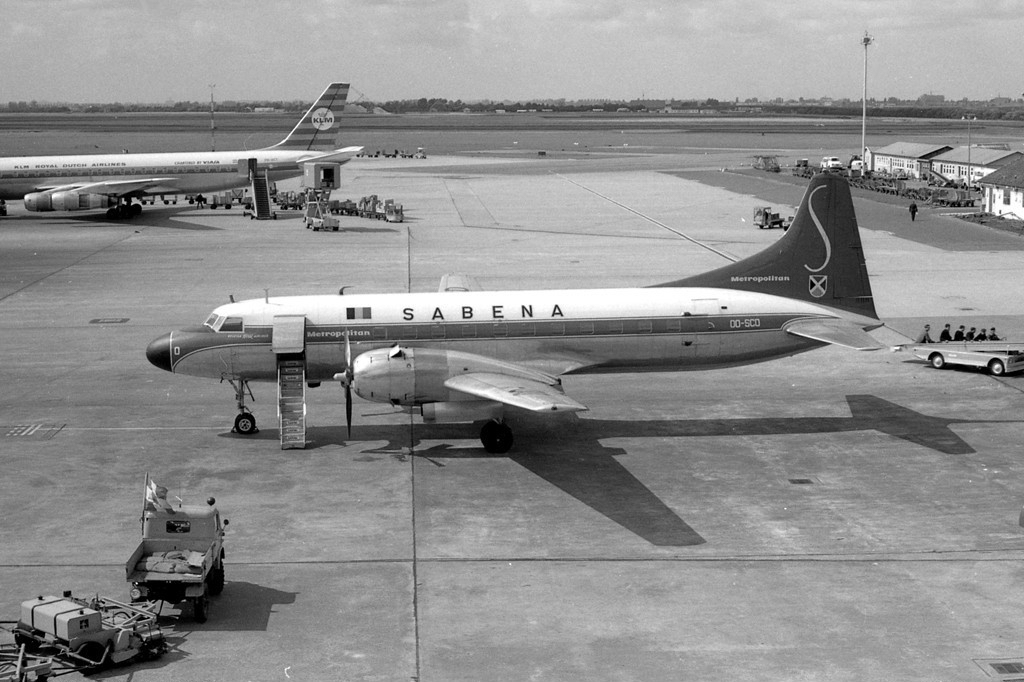
Un Convair 440 de la Sabena, ressemblant beaucoup au Convair 240, dont il est une évolution.